# Олсон, Эрик Ньюэлл
Эрик Ньюэлл Олсон (Eric Newell Olson, род. 27 сентября 1955, Рочестер, Нью-Йорк) — американский молекулярный биолог.
Профессор и заведующий кафедрой University of Texas Southwestern Medical Center, член Национальных Академии наук (2000) и Медицинской академии (2000) США.

## Биография
Окончил Университет Уэйк Форест (бакалавр химии и биологии, 1977), учился там в с 1973 г. Затем занимался там же в школе медицины и получил степень доктора философии по биохимии (1981). В 2003 году удостоился почётной докторской степени от альма-матер.
В 1981—1983 гг. постдок в школе медицины Университета Вашингтона в Сент-Луисе. С 1984 по 1995 год на кафедре биохимии и молекулярной биологии MD Anderson Cancer Center: ассистент-профессор, с 1989 года ассоциированный профессор, с 1991 года профессор и заведующий.
С 1995 года по настоящее время профессор и заведующий основанной им же кафедры молекулярной биологии University of Texas Southwestern Medical Center (кстати, первым поступившим в её штат стал Чжицзянь Чэнь).
Сооснователь ряда биофармацевтических компаний.
Выросший в музыкальной семье и свободно владеющий несколькими инструментами, ныне в свободное время он играет на гитаре и поёт вместе с группой Transactivators.
Олсон связан с Вилли Нельсоном, который является почётным членом его лаборатории.
Член Американской академии искусств и наук (1998), Американской академии микробиологии (2000), фелло American Heart Association (2001), член Academy of Medicine, Engineering and Science of Texas (2004).

## Награды
- Edgar Haber Cardiovascular Medicine Research Award, American Heart Association (1998)
- Basic Research Prize, American Heart Association (1999)
- Gill Heart Institute[англ.] Award for Outstanding Contributions to Cardiovascular Research (1999)
- Pasarow Award[англ.] in Cardiovascular Medicine (1999)
- NIH MERIT award[англ.] (2000)
- Bristol-Myers Squibb «Freedom to Discover» Research Award (2001)
- Inaugural Distinguished Scientist Award, American Heart Association (2003)
- Louis and Artur Lucian Award for Research in Cardiovascular Diseases, Университет Макгилл (2003)
- Health Care Hero, Innovator Award, Dallas Business Journal (2004)
- Outstanding Investigator Award, International Society for Heart Research[англ.] (2005)
- Pollin Prize for Pediatric Research[англ.], Колумбийский университет (2005)
- Research Achievement Award, American Heart Association (2008)
- Grand Prix scientifique de la Fondation Lefoulon-Delalande[англ.], АН Франции (2009)
- Charles Butcher Award in Genomics and Biotechnology, Колорадский университет (2009)
- Robert Beamish Leadership Award, Манитобский университет (2009)
- Medal of Merit, International Academy of Cardiovascular Sciences (2010)
- Passano Award[англ.] одноименного фонда (2012)
- Steven C. Beering Award, Индианский университет (2012)
- March of Dimes Prize in Developmental Biology одноименного фонда (2013)
- International Society for Heart Research Achievement Award (2013)
- Eugene Braunwald Mentorship Award, American Heart Association (2016)
- Dallas Historical Society[англ.] Award for Excellence in Medicine (2016)
- Libin Prize for Excellence in Cardiovascular Research, Heritage Foundation, Канада (2017)
- Edwin Grant Conklin Medal[англ.] (2019)